# Валтер Ратенау
Валтер Ратенау (на немски: Walther Rathenau) е германски индустриалец, писател и либерален политик от еврейски произход. Министър на външните работи на Германия по време на Ваймарската република.

## Биография
Роден в семейството на Емил Ратенау, основател на компанията AEG, завършва гимназиалното си образование в Берлин, следва физика, философия и химия в Страсбург и Берлин.
Ратенау е убит от трима студенти, членове на дясната екстремистка организация „Консул“. Причина за този терористичен акт е подписаният от Ратенау международен договор със Съветска Русия (Рапалски договор (1922)), с който de jure Германия признава болшевишкия режим в Русия, както и фактът, че Ратенау е евреин.
Сутринта на 24 юни 1922, отивайки на работа с отворена лимузина, Ратенау е взривен с граната и прострелян с няколко куршума от членовете на организацията „Консул“. След няколко часа умира.